# Pixel 3
Los Pixel 3 y Pixel 3 XL son un par de teléfonos inteligentes Android desarrollados y lanzados al mercado por Google como parte de la serie Google Pixel. Estos dispositivos actúan como continuación del Pixel 2 y Pixel 2 XL. Su presentación oficial tuvo lugar el 9 de octubre de 2018 durante el evento Made by Google, y fueron comercializados en los Estados Unidos el 18 de octubre de ese mismo año. El Pixel 4 y el Pixel 4 XL tomaron su lugar como sucesores el 15 de octubre de 2019.
Después de una disminución en las ventas de la serie Pixel 3, el 7 de mayo de 2019, Google anunció variantes de gama media en la conferencia I/O 2019, los modelos Pixel 3a y Pixel 3a XL.

## Especificaciones

### Diseño
Los Pixel 3 y Pixel 3 XL están disponibles en tres colores: «Just Black» (totalmente negro), «Clearly White» (blanco con un botón de encendido verde menta) y «Not Pink» (rosa, con un botón de encendido naranja). Los bordes del Pixel 3 son considerablemente más pequeños que los de su predecesor. El Pixel 3 XL es el primer dispositivo Pixel en utilizar una muesca en la pantalla. Ambos funcionan nativamente con Android Pie y tienen acceso a Android 12. La muesca en la pantalla se puede «oscurecer» en las opciones de desarrollador.

### Hardware
El Pixel 3 y el Pixel 3 XL cuentan con un procesador Snapdragon 845, Pixel Visual Core (PVC) y 4 GB de RAM, así como con opciones de almacenamiento interno de 64 o 128 GB. Ambos teléfonos presentan carcasas de vidrio y capacidad de carga inalámbrica, características que son novedosas en la serie Pixel. El soporte de carga inalámbrica Google Pixel Stand puede cargar de forma inalámbrica a 10 W, pero la carga inalámbrica se limita a 5 W cuando se utilizan cargadores inalámbricos de terceros. También incluyen altavoces estéreo frontales y no tienen conector para auriculares, al igual que el Pixel 2 y el Pixel 2 XL. Ambos teléfonos utilizan un puerto USB-C tanto para la carga como para conectar otros accesorios. Además, incorporan Active Edge, una función que activa Google Assistant al apretar los lados del teléfono, una característica que se estrenó con el Pixel 2 y el Pixel 2 XL.
Los teléfonos cuentan con una clasificación de protección contra el agua de IP68 según la norma IEC 60529, una mejora respecto a la clasificación de protección contra el agua de sus predecesores, que era de IP67. Los teléfonos pueden sumergirse en hasta 1.5 metros de agua durante un máximo de 30 minutos.

#### Cámara
El Pixel 3 y el Pixel 3 XL cuentan con una cámara trasera de 12.2 megapíxeles, similar a la de sus predecesores, el Pixel 2 y el Pixel 2 XL, pero la aplicación Google Camera se ha actualizado con nuevas funciones fotográficas, además de incorporar una segunda cámara frontal gran angular para selfies. Algunas de estas características son:
- Night Sight: mejora drásticamente el rendimiento con poca luz sin flash ni trípode. Google también actualizó todos los teléfonos Pixel anteriores con soporte Night Sight.[16]
- Astrofotografía: Google actualizó el Pixel 3 con una vista nocturna mejorada que incluye un modo de astrofotografía.[17]
- Super Res Zoom: emplea técnicas de superresolución para aumentar la resolución más allá de lo que tradicionalmente lograría la combinación de sensor y lente utilizando cambios sutiles debido al movimiento manual y la estabilización óptica de imagen (OIS).[18]
- Top Shot: toma una ráfaga de fotos HDR+ y selecciona automáticamente las mejores tomas. Una actualización agregó esta función para videos cortos.[17]
- Group Selfie Cam: segunda cámara frontal que permite tomas de gran angular.[13]
- Google Lens: reconoce objetos y cosas que se ven en la cámara de Pixel 3 y Pixel 3 XL.[19]
- Computacional RAW: genera DNG+JPG alineando y fusionando hasta 15 fotogramas para mejorar el rango dinámico y reducir el ruido.[20]
- Modo retrato basado en aprendizaje: el modo retrato ahora utiliza una canalización basada en aprendizaje automático para lograr fondos desenfocados más uniformemente y menos errores de mapa de profundidad.
- Synthetic Fill Flash: utiliza un algoritmo de segmentación basado en aprendizaje automático para agregar Fill Flash e iluminar mejor las caras.[20]
- Sensor espectral y de parpadeo: evita el efecto de parpadeo bajo determinada iluminación interior, como la iluminación LED.

El Pixel 3 y el Pixel 3 XL utilizan un chip independiente llamado Pixel Visual Core (PVC) para alcanzar sus capacidades de cámara de inteligencia artificial. Los videos ahora se graban con audio estéreo.

### Software
El Pixel 3 y el Pixel 3 XL se lanzan con Android 9.0 Pie. Ambos teléfonos recibieron actualizaciones de software y de seguridad garantizadas por Google durante tres años. En el sitio de Desarrolladores de Google, hay imágenes actualizables de fábrica y actualizaciones por vía aérea (OTA) disponibles hasta Android 12.
El Pixel 3 y el Pixel 3 XL recibieron una actualización que incorporó varias funciones del Pixel 4, entre las que se incluyen: Subtítulos en tiempo real, Grabadora de Google, el nuevo Asistente de Google, modo Astrofotografía y Top Shot para videos cortos.
El Pixel 3 no cuenta con la función de desbloqueo por voz disponible en dispositivos Pixel anteriores.

### Redes celulares
| Generación | Estándar                                  | Bandas                                                                         |
| ---------- | ----------------------------------------- | ------------------------------------------------------------------------------ |
| 2G         | GSM                                       | 850, 900, 1800, 1900                                                           |
| 3G         | CDMA EVDO Rev A                           | BC0, BC1, BC10 (excepto SKU de Japón)                                          |
| 3G         | WCDMA                                     | W1, W2                                                                         |
| 3G         | UMTS /HSPA+/HSDPA                         | 1, 2, 4, 5, 8                                                                  |
| 4G         | LTE-FDD                                   | 1*, 2*, 3*, 4*, 5, 7*, 8, 12, 13, 17, 18, 19, 20, 25*, 26, 28, 29, 32, 66*, 71 |
| 4G         | LTE-TDD                                   | 38*, 39, 40, 41*, 42, 46                                                       |
| 4G         | * Indica las bandas que soportan 4x4 MIMO |                                                                                |

## Recepción
Varios revisores, incluyendo a Dieter Bohn de The Verge, Mark Spoonauer de Tom's Hardware y Julian Chokkattu de Digital Trends, afirmaron que la cámara del Pixel 3 era «la mejor cámara que se podía obtener en un teléfono inteligente». Digital Trends concluyó que el Pixel 3 XL tenía la mejor calidad de salida después de comparar la salida de su cámara con otros teléfonos inteligentes líderes, incluyendo el iPhone XS Max, el Samsung Galaxy Note 9 y el Google Pixel 2 XL. El crítico tecnológico estadounidense Marques Brownlee, en su video de premios a teléfonos inteligentes en diciembre de 2018, afirmó que el Pixel 3 y el 3 XL tienen las mejores cámaras de todos los teléfonos inteligentes.
Andrei Frumusanu de AnandTech afirmó: «Los Pixel de Google suben significativamente en la clasificación de fotografía con poca luz, incluso colocándose a una distancia cómoda por delante de los anteriores campeones en fotografía con poca luz, los teléfonos con sensor de 40 MP de Huawei, así como su propio modo noche».
El Pixel 3 XL fue fuertemente criticado por su implementación de una muesca en pantalla (notch).
Matt Swider de TechRadar otorgó 4.5 de 5 estrellas tanto al Pixel 3 como al 3 XL, elogiando la cámara y la mejora en la calidad de la pantalla OLED (en comparación con la pantalla del Pixel 2 XL), pero criticó la baja duración de la batería del Pixel 3 y el notch en el Pixel 3 XL, así como la escasa cantidad de RAM, la falta de opciones de almacenamiento ampliable, y los precios más altos en comparación con el Pixel 2 y 2 XL. Andrew Martonik de Android Central también les dio a los teléfonos 4.5 de 5 estrellas, expresando quejas similares a las de Swider.

## Arbitraje
Cuando se lanzó el Pixel 3 en 2018, su garantía automáticamente incluyó a los usuarios con base en los Estados Unidos y Canadá en un Acuerdo de Arbitraje de Google. Cualquier disputa se resolvería de manera individual en tribunales de reclamaciones menores, o a través de arbitraje a través de la American Arbitration Association, o a través de agencias gubernamentales, y no como acciones colectivas. La única excepción era que los problemas de propiedad intelectual se resolverían en los tribunales. Era posible optar por no participar en este acuerdo de arbitraje dentro de los 30 días posteriores a la activación del dispositivo por primera vez. Para el año 2020, la garantía de hardware de Google ya no cubría arbitraje, juicios ni demandas colectivas.